# Michel Bréal
Michel Jules Alfred Bréal, född den 26 mars 1832 i Landau, död den 25 november 1915, var en fransk filolog. 
Bréal föddes av franska föräldrar, studerade i Paris och Berlin, blev 1866 professor i jämförande språkforskning vid Collège de France och 1875 medlem av Institut de France samt var 1879-1888 generalinspektör över den högre undervisningen. Bréal var livligt verksam på flera av den indoeuropeiska filologins områden. 
Bland hans filologiska arbeten må särskilt nämnas L'étude des origines de la religion zoroastrienne (1862, prisbelönt),  Hercule et Cacus, étude de mythologie comparée (1863), De persicis nominibus apud scriptores graecos (samma år), Le mythe d'Oedipe (samma år), Oedipo e la mitologia comparata (1866), Les tables eugubines (1875), Sur le déchiffrement des inscriptions cypriotes (1877), Mélanges de mythologie et de linguistique (samma år, 2:a upplagan 1882) samt Essai de sémantique (1897, 2:a upplagan 1899), en av de fåtaliga dåtida framställningarna av betydelseläran. 
Bréal översatte Bopps jämförande grammatik till franska och utgav den med historisk och kritisk inledning (1866-1874) samt bearbetade flera etymologiska arbeten. Dessutom har han författat Quelques mots sur l'instruction publique en France (1872; 3:e upplagan 1881), La réforme de l'orthographie française (1890), De l'enseignement des langues anciennes (1891), De l'enseignement des langues vivantes (1893) och Deux études sur Goethe (1898) samt en mängd uppsatser i tidskrifter.